# Max Desfor

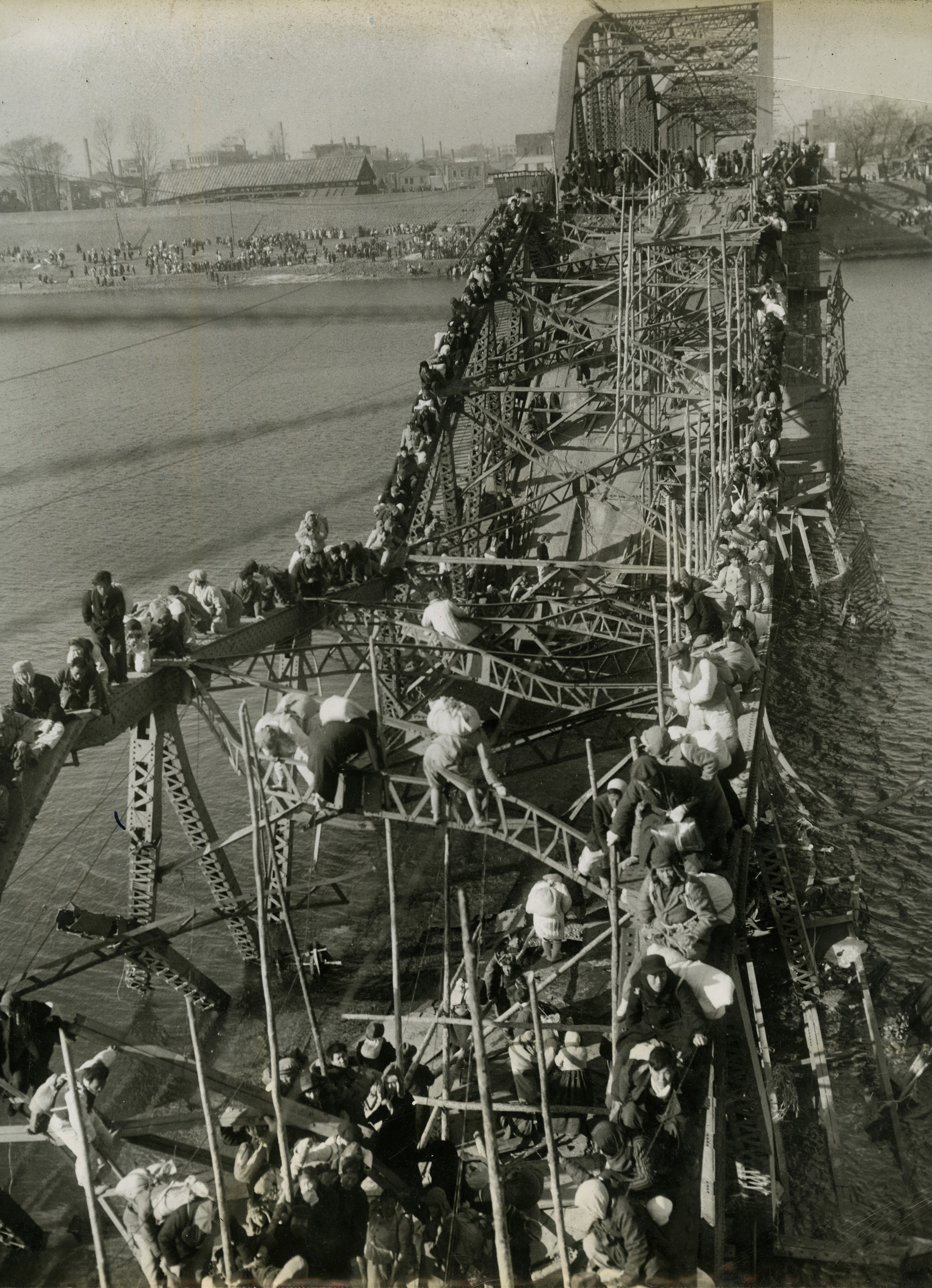
Útěk uprchlíků přes rozbitý most v Koreji, fotografie, která záskala Pulitzerovu cenu

Max Desfor (8. listopadu 1913, Bronx – 19. února 2018, Silver Spring v Marylandu) byl americký fotograf, který obdržel Pulitzerovu cenu za svou fotografii z korejské války Útěk uprchlíků přes rozbitý most v Koreji. Fotografie zobrazuje obyvatele Pchjongjangu a uprchlíky, jak se snaží přejít přes zničený most přes řeku Teddong, aby unikli před postupujícími čínskými komunistickými jednotkami.

## Životopis
Desfor se narodil 8. listopadu 1913 v Bronxu v New Yorku jako syn židovských emigrantů, jeho otec z Ruska a matka z Rakouska-Uherska. Po absolvování střední školy New Utrecht High School navštěvoval jeden rok Brooklyn College a poté ze školy odešel. Začal pracovat jako posel u Associated Press (AP), kde jeho bratr byl retušér fotografií. Desfor se naučil základy fotografie a v roce 1938 byl do AP najat jako fotograf. Zpočátku sídlil v Baltimoru, o rok později se přestěhoval do kanceláře ve Washingtonu, DC.

## Kariéra
Brzy poté, co Spojené státy vstoupily do druhé světové války, se Desfor pokusil narukovat k námořnictvu, ale byl odmítnut kvůli svému věku a jedinému zdroji příjmů své rodiny. Poté se stal válečným fotografem pro spojovací služby přidělený k personálu tichomořské flotily admirála Chestera W. Nimitze. V srpnu 1945, Desfor vyfotografoval posádku amerického bombardéru Enola Gay během jejich přistání na Saipanu po svržení atomové bomby na Hirošimu. Byl také přítomen fotografování oficiální kapitulace Japonska na palubě USS Missouri 2. září 1945.

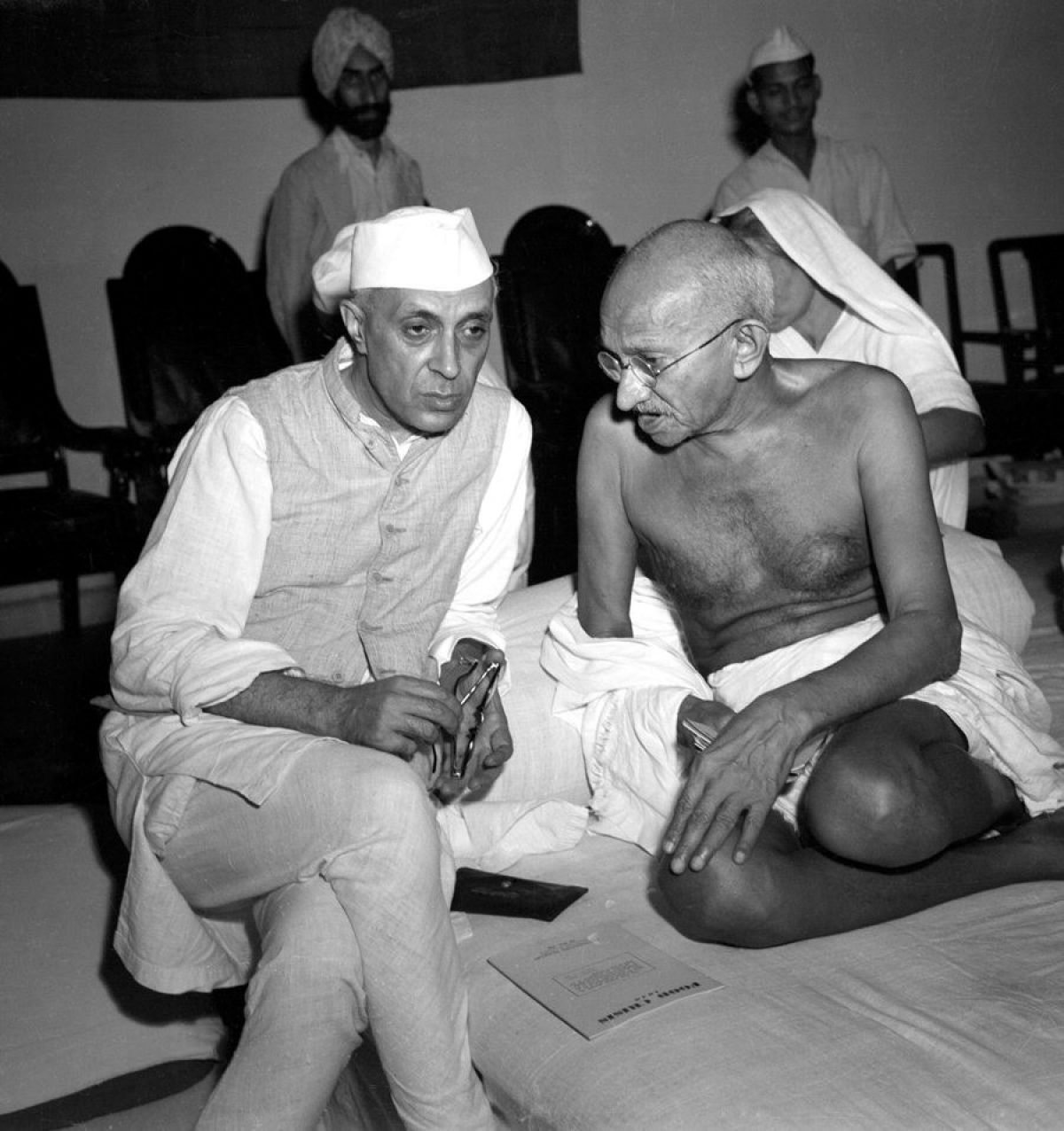
Džaváharlál Néhrú a Mahátma Gándhí na fotografii z roku 1946 pořízené Maxem Desforem.

O rok později pracoval Desfor pro agenturu AP v Indii a fotografoval Mahátmu Gándhího a Džaváharlála Néhrúa na schůzi kongresového výboru All India. Po vraždě Gándhího v roce 1948 dokumentoval Desfor jeho pohřeb.
V roce 1950 fotograficky dokumentoval pro AP korejskou válku a pořídil fotografii, která by mu vynesla Pulitzerovu cenu, Útěk uprchlíků přes rozbitý most v Koreji. „Všichni tito lidé, kteří se doslova plazili přes rozbité nosníky mostu,“ řekl, „lezli sem a tam, byli nahoře i dole a jen stěží unikli mrznoucí vodě.“
Desfor se později stal dohlížejícím redaktorem fotografické služby AP a v roce 1968 se vrátil do Asie jako regionální šéf fotografického oddělení. V roce 1978 odešel z AP, poté se přestěhoval do oblasti DC, kde se jako hlavní vedoucí fotograf připojil k US News & World Report. O šest let později odešel do důchodu.

## Osobní život
Desfor byl ženatý s Clarou Mehlovou od roku 1936 až do její smrti v roce 1994, kdy zemřela na následky zranění při automobilové nehodě. V roce 2012, ve věku 98 let, se oženil s Shirley Belascovou. Desfor zemřel ve svém domě v Silver Spring v Marylandu 19. února 2018 ve věku 104 let. Mezi jeho přeživší patří syn z prvního manželství.

## Galerie

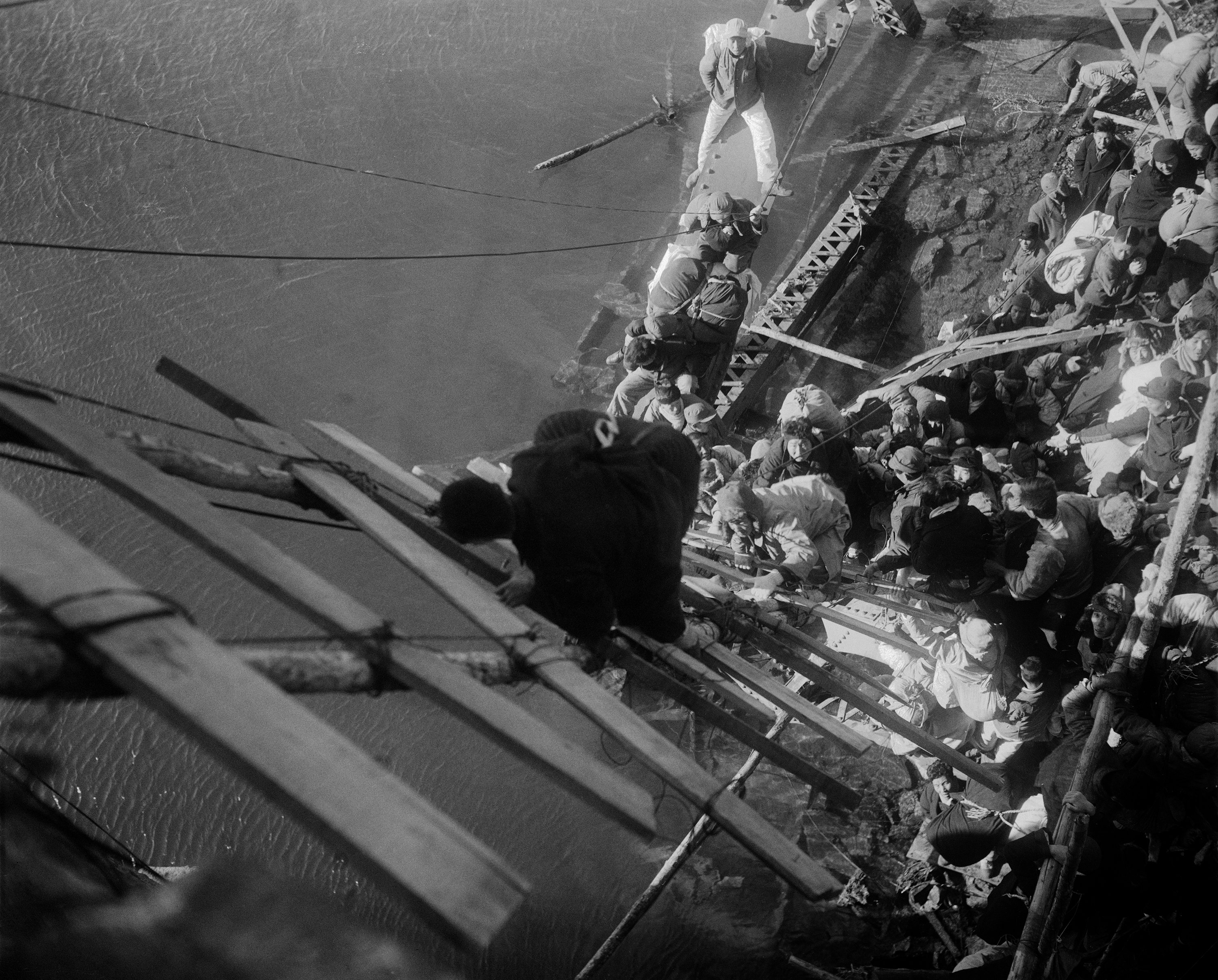
Max Desfor: Jiný záběr uprchlíků